# Mneme
Mneme (IPA: [ˈmneːmə] anhörenⓘ; altgriechisch Μνήμη Mnḗmē, deutsch ‚Gedächtnis, Erinnerung‘) ist in der griechischen Mythologie eine der sogenannten titanischen Musen (im Unterschied zu den heute geläufigen, von Hesiod genannten neun Musen). Sie ist die Muse der Erinnerung.
Ihre Schwestern bei Pausanias sind Aoide (Muse der Musik) und Melete (Muse der Meditation, Übung und Praxis).
Nach Mneme ist auch der Jupitermond Mneme benannt, welcher im Jahre 2003 entdeckt und zuerst unter dem Namen S/2003 J21 bekannt wurde. Auch im Begriff Mnemotechnik findet sich der Name wieder.
Der Zoologe Richard Semon vertrat die Ansicht, dass erworbene Eigenschaften vererbt werden können und wandte dies auf die soziale Evolution an, wofür er den Begriff „Mneme“ vorschlug und spätere Forschungen von Karl Lashley (Engramm) und Richard Dawkins (Mem) beeinflusste.